# Don Juan Mateos (Velázquez)
Don Juan Mateos. Óleo sobre lienzo, 90 x 108 cm, Dresde, Gemäldegalerie Alte Meister. Antigua atribución a Diego Velázquez ampliamente aceptada por la crítica que data la obra hacia 1632. El retrato aparece citado en 1685 entre los bienes de Cesare Ignazio de Módena como «ritratto di Monsu Velasco [...] quale figura que ha le mani solo abbozzate». Vendido como obra de Rubens en 1746 a Augusto III, elector de Sajonia y rey de Polonia, de cuya colección pasó a la galería de Dresde, donde por algún tiempo estuvo considerado como obra de Tiziano.
El personaje retratado, de tres cuartos, cortado por debajo de la cintura, viste de negro con reflejos dorados y golilla blanca. Las manos, solo esbozadas, apoyan sobre la empuñadura de una pistola la derecha y la izquierda en la espada. La figura se recorta sobre un fondo rojizo-grisáceo, más iluminado delante de la figura. La cabeza, intensamente iluminada y levemente girada, dirigiendo la vista al espectador con mirada penetrante. La identificación con Juan Mateos, montero de a caballo y ballestero principal de Felipe IV, se debe a Carl Justi, que relacionó el retrato velazqueño con el pequeño retrato del montero mayor grabado por Pedro Perete que aparece en el frontis de su Origen y dignidad de la caza (Madrid, 1634), tratado cinegético dedicado al conde-duque de Olivares. Jonathan Brown sugiere que el retrato pudo ser adquirido a la muerte de Mateos (1643) por Ippolito Camillo Guidi, embajador del duque de Módena en Madrid de 1641 a 1643, a quien su señor, tras visitar la corte madrileña, había encargado la compra de obras de arte para compensar la constante devaluación de la moneda de vellón con que se remuneraban sus servicios. El inventario de los bienes dejados a su muerte por Mateos incluía, en efecto, junto con un reducido número de pinturas religiosas dos retratos, uno suyo y otro de su mujer, María Marquart, ya fallecida, pero se citaban como retratos de cuerpo entero y fueron tasados conjuntamente en tan solo 100 reales, sin indicación del nombre del pintor.